# Tocina-Los Rosales
Tocina – gmina w Hiszpanii, w prowincji Sewilla, w Andaluzji, o powierzchni 15,56 km². W 2011 roku gmina liczyła 9593 mieszkańców.